# جان ماتئو فاگنینی
جان ماتئو فاگنینی (ایتالیایی: Gian Matteo Fagnini؛ زادهٔ ۱۱ اکتبر ۱۹۷۰) دوچرخه‌سوار اهل ایتالیا است.